# Le Violon brisé (chanson)
Pour les articles homonymes, voir Le Violon brisé.
Le Violon brisé est un chant nationaliste revanchard. Il date de 1876, sur des paroles de René de Saint-Prest et une musique de Victor Herpin. Comme La Fiancée alsacienne, le chant exalte le sentiment patriotique après la perte de l'Alsace-Lorraine. Ce titre reprend celui d'une chanson de Béranger, sans que l'on sache s'il s'agit d'un choix déibéré.

## Interprètes
- Amiati à l'Eldorado (1876)
- Amiati à La Scala en 1885.
- Piccaluga en 1898.
- Jean Noté en 1904.
- Weber en 1904.
- Jules Wolff en 1931.
- Louis Zucca en 1931.
- Marc Ogeret en 1968, réédition sur l'album CD Autour de la Commune en 1994.
- Jack Lantier en 1983.